# Esquadrão N.º 611 da RAF
O Esquadrão N.º 611 é um esquadrão da Força Aérea Real. Foi formado pela primeira vez em 1936 e foi dissolvido em 1957 após ter combatido como uma unidade de combate aéreo durante a Segunda Guerra Mundial. Foi reformado como esquadrão de reserva em 2013.

## Aeronaves operadas
| A partir de       | Para              | Aeronave               | Versão        |
| ----------------- | ----------------- | ---------------------- | ------------- |
| Junho de 1936     | Abril de 1938     | Hawker Hart            |               |
| Abril de 1938     | Junho de 1939     | Hawker Hind            |               |
| Maio de 1939      | Setembro de 1940  | Supermarine Spitfire   | Mk.I          |
| Agosto de 1940    | Outubro de 1940   | Supermarine Spitfire   | Mk.IIa        |
| Outubro de 1940   | Março de 1941     | Supermarine Spitfire   | Mk.I          |
| Fevereiro de 1941 | Maio de 1941      | Supermarine Spitfire   | Mk.IIa        |
| Maio de 1941      | Julho de 1941     | Supermarine Spitfire   | Mk.Va         |
| Junho de 1941     | Novembro de 1941  | Supermarine Spitfire   | Mk.Vb         |
| Novembro de 1941  | Fevereiro de 1942 | Supermarine Spitfire   | Mks. IIa, IIb |
| Janeiro de 1942   | Julho de 1942     | Supermarine Spitfire   | Mk.Vb         |
| Julho de 1942     | Julho de 1943     | Supermarine Spitfire   | Mk.IX         |
| Julho de 1943     | Julho de 1944     | Supermarine Spitfire   | LF. Mk.Vb     |
| Julho de 1944     | Março de 1945     | Supermarine Spitfire   | Mk.IX         |
| Dezembro de 1944  | Dezembro de 1944  | Supermarine Spitfire   | Mk.VII        |
| Março de 1945     | Agosto de 1945    | North American Mustang | Mk.IV         |
| Novembro de 1946  | Agosto de 1949    | Supermarine Spitfire   | FR.14         |
| Fevereiro de 1949 | Novembro de 1951  | Supermarine Spitfire   | F.22          |
| Maio de 1951      | Abril de 1952     | Gloster Meteor         | F.4           |
| Março de 1952     | Fevereiro de 1957 | Gloster Meteor         | F.8           |